# 木曽駒高原スキー場
木曽駒冷水公園（きそこまれいすいこうえん）は、長野県木曽郡木曽町にある元木曽駒高原スキー場にある公園である。
親会社の倒産に伴い、スキー場はウエルネスアートに売却されたが、1シーズンのみの営業に留まり、その後、地権者が訴訟を提起し明け渡された。
元々はリフト一本のローカルなスキー場だったが、その後開発され親会社の名前をつけて「新和木曽駒高原」と名乗っていた。親会社が撤退して以降は単に「木曽駒高原スキー場」に改称。ホームページも持っていたが、現在は閉鎖されている。
施設周辺は別荘地や会社の保養所が多く、宿泊施設は少数であったため、日帰り客が大半を占めていた。日帰り客のために予約可能な毛布付きの仮眠施設や2000台あまりの駐車場（一部二階建て）を備えていたほか、ナイターや早朝の営業も実施、モーグルコースやハーフパイプなどDJブースなどを設置し若者を中心に人気があった。
最盛期はクワッドリフトを始め、6本のリフトが稼動していた。また、降雪の比較的少ない地域のためスノーマシン、スノーガンを備えていた。

## 歴史
- 1962年12月 - 木曽駒高原新和スキー場開設
- 2004年4月 - 親会社倒産のためスキー場閉鎖
- 2005年1月6日 - ウエルネスアートへ売却を決定。
- 2006年度シーズン以降営業影響中止。
- 2008年 - 地権者が土地明け渡し訴訟を提起。
- 2010年3月 - 東京高裁にて土地所有者勝訴。
- 2011年3月 - 飲用水の会社と地権者にて土地賃貸契約。